# Loitzenreith
Loitzenreith ist eine Ortschaft und eine Katastralgemeinde der Gemeinde Martinsberg im Bezirk Zwettl in Niederösterreich.

## Geschichte
Der Ort wird 1276 erstmals schriftlich als Lozenruote erwähnt, er gehörte damals zum Gut Ochsenstrauß das wiederum ein Lehen der Zelkinger vom Stift Melk war. 1578 ging es an die Herrschaft Pöggstall und 1780 an die Herrschaft Gutenbrunn über.
Im Eintrag der Josephinischen Fassion aus Jahre 1786/87 gab es im heutigen Ort 8 Häuser, welche die Hausnummern Loitzenreith 1 bis 8 hatten.
Im Jahr 1822 wurde der Ort als Dorf mit zehn Häusern genannt, das nach Martinsberg eingepfarrt war, wohin auch die Kinder eingeschult wurden. Die Herrschaft Gutenbrunn besaß die Ortsobrigkeit, besorgte die Konskription und hatte die Grundherrschaft inne. Die Landgerichtsbarkeit wurde von der Herrschaft Pöggstall ausgeübt.
Nach der Entstehung der Ortsgemeinden 1849 wurde der Ort ein Teil der Katastralgemeinde und Gemeinde Ulrichschlag.
Laut Adressbuch von Österreich waren im Jahr 1938 im Weiler Loitzenreith einige Landwirte ansässig.
Im Zuge der Niederösterreichischen Kommunalstrukturverbesserung wurde der Ort durch die Auflösung der Gemeinde Ulrichschlag am 1. Januar 1970 ein Teil von Martinsberg.

## Siedlungsentwicklung
Zum Jahreswechsel 1979/1980 befanden sich in der Katastralgemeinde Loitzenreith insgesamt 32 Bauflächen mit 17.426 m² und 17 Gärten auf 1.321 m², 1989/1990 gab es 32 Bauflächen. 1999/2000 war die Zahl der Bauflächen auf 144 angewachsen und 2009/2010 bestanden 68 Gebäude auf 119 Bauflächen.

## Bodennutzung
Die Katastralgemeinde ist landwirtschaftlich geprägt. 231 Hektar wurden zum Jahreswechsel 1979/1980 landwirtschaftlich genutzt und 166 Hektar waren forstwirtschaftlich geführte Waldflächen. 1999/2000 wurde auf 223 Hektar Landwirtschaft betrieben und 172 Hektar waren als forstwirtschaftlich genutzte Flächen ausgewiesen. Ende 2018 waren 213 Hektar als landwirtschaftliche Flächen genutzt und Forstwirtschaft wurde auf 173 Hektar betrieben. Die durchschnittliche Bodenklimazahl von Loitzenreith beträgt 17,7 (Stand 2010).